# David Schwezoff
David Schwezoff (geb. 1979 in Budapest) ist ein Rabbiner. Seit Dezember 2021 ist er der erste Landesrabbiner von Rheinland-Pfalz.

## Leben
David Schwezoff studierte Finanzwirtschaft, Internationale Beziehungen (Master) und eine Lehramtsausbildung an der Corvinus-Universität Budapest  und machte einen Masterabschluss an der University of Manchester. Seine Ausbildung zum Rabbiner absolvierte er an der Yeshiva Shaarei Torah in Suffern / Rockland County nördlich von New York City, und im Jahr 2013 erhielt er von Rabbi Daniel Chanen in Jerusalem die Semicha (Ordination). Zugleich ließ er sich an der Philip and Sara Belz School of Jewish Music der Yeshiva University zum professionellen Chasan ausbilden. Im Juli 2014 wurde er für eine Amtszeit von vier Jahren zum Geschäftsleiter der jüdischen Gemeinde von Budapest gewählt. Er war dort jedoch umstritten. Im Januar 2015 wurde er vorzeitig entlassen. Im Rahmen eines Gerichtsverfahrens erhielt er dafür später eine Entschädigung von der Gemeinschaft.
Seit 2016 war er in Deutschland tätig als freiberuflicher Kantor, unter anderem in der Israelitischen Kultusgemeinde Schwaben-Augsburg und anderen jüdischen Gemeinden in Bayern. Am 5. Dezember 2021 wurde Schwezoff im Gemeindezentrum der Jüdischen Kultusgemeinde Koblenz, wo er bereits seit 2019 als Kantor und Rabbiner tätig war, in sein Amt als Landesrabbiner von Rheinland-Pfalz eingeführt. Das Amt hatte es zuvor in dem Bundesland nicht gegeben.